# Rábatamási, Győr-Moson-Sopron
Rábatamási  este un sat în districtul Csorna, județul Győr-Moson-Sopron, Ungaria, având o populație de 1.010 locuitori (2011). 

## Demografie
Componența etnică a satului Rábatamási
     Maghiari (98,48%)
     Germani (1,09%)
     Necunoscut (0,44%)
     Alții (0,44%)
Componența confesională a satului Rábatamási
     Romano-catolici (73,76%)
     Fără religie (2,67%)
     Luterani (2,48%)
     Reformați (1,39%)
     Necunoscută (19,11%)
     Atei (0,59%)
     Alte religii (0,5%)
Conform recensământului din 2011, satul Rábatamási avea 1.010 locuitori. Din punct de vedere etnic, majoritatea locuitorilor (98,48%) erau maghiari, cu o minoritate de germani (1,09%). Apartenența etnică nu este cunoscută în cazul a 0,44% din locuitori.  Din punct de vedere confesional, majoritatea locuitorilor (73,76%) erau romano-catolici, existând și minorități de persoane fără religie (2,67%), luterani (2,48%) și reformați (1,39%). Pentru 19,11% din locuitori nu este cunoscută apartenența confesională.